# Gut Aufm Graben

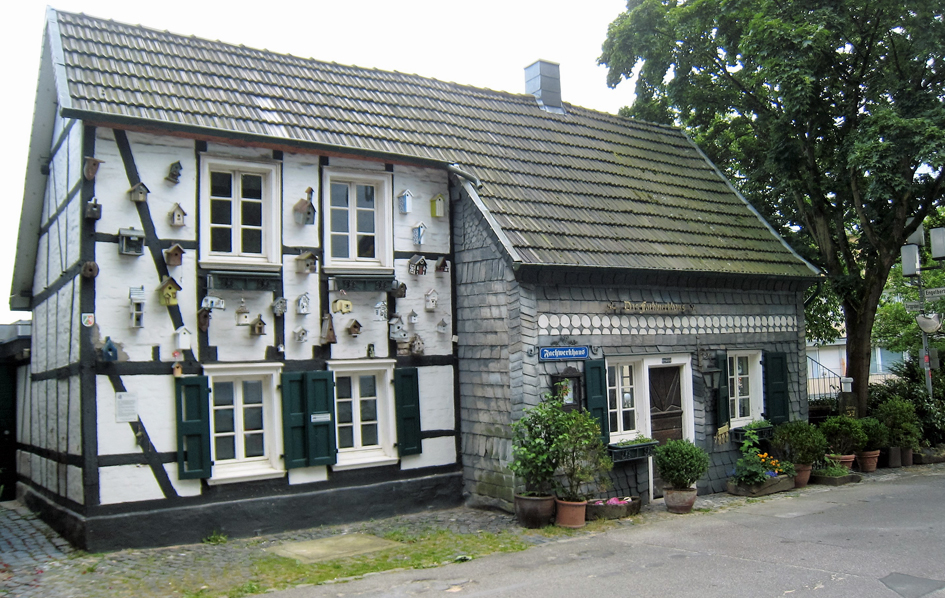
Gut Aufm Graben

Gut Aufm Graben ist der historische Name für das Fachwerkhaus Burggraben 37 im Stadtteil Bensberg von Bergisch Gladbach. Der eingeschossige Teil mit Mitteleingang ist verschiefert. Er wurde 1802 erbaut. Als Erweiterung wurde 1862 der zweigeschossige Fachwerkanbau errichtet. Ende des 19. Jahrhunderts hat man die Gefache an der Giebelseite mit Backsteinen ausgefüllt. Seit 1983 gab es hier eine auch überregional bekannte Gaststätte mit dem Namen Das Fachwerkhaus. Sie wurde 2014 wieder geschlossen.

## Baudenkmal
Das Gebäude ist als Baudenkmal Nr. 28 in die Liste der Baudenkmäler in Bergisch Gladbach eingetragen.